# Інверсія праймері
«Інверсія праймері», або «Первинна інверсія» (англ. «Primary Inversion») — науково-фантастичний роман у «Сазі про Сколіанську імперію» Кетрін Азаро. Як дебютний роман Азаро, він вперше з’явився у твердій палітурці в 1995 році. Він був номінований на Меморіальну премію Комптона Крука/Стівена Толла 1996 року та посів десяте місце в списку премії Локус за найкращий перший роман. Назва містить гру слів, що не перекладається, аналогічно до назв творів Дейвіда Вебера зі світу Гонор Гаррінтон.

## Стислий сюжет
Сюжет роману "Інверсія праймері" розгортається в майбутньому, де три зоряні цивілізації змагаються за контроль над заселеним людьми простором. Пілот-винищувач Сосконі (Соз) Вальдорія керує ескадрильєю з чотирьох пілотів класу Демонів, неврологічних емпатів, які були кібернетично модифіковані як озброєний емпатичний людино-комп'ютер з інтерфейсом. Демони, або джагернаути мають розширену біомеханіку в усьому тілі, що забезпечує підвищену швидкість і реакцію, а також вбудований штучний інтелект (ШІ) у їхній спинний мозок. Вони протистоять легіонам імперії купців, зокрема правлячому класу арісто, расі, яка отримує задоволення від посиленого болю та страждань емпатів — особливо Демонів, як Соз знає з власного досвіду. Соз також є імперським спадкоємцем і має найбільші шанси стати воєначальником Сколіанської імперії, запеклих ворогів Торговців.
Роман поділено на три розділи. У першому Соз та її ескадра вирушають на берег планети, яка зберігає нейтралітет у військових діях між ворогуючими імперіями. Саме там Соз зустрічає спадкоємця Хайтона, Джейбріола Квокса Другого, неповноцінного принца-арісто (насправді на три чверті рона), який колись правитиме імперією купців. Вона виявляє, що він таємно володіє тими ж емпатичними здібностями, якими володіє вона. Ці двоє подумки з’єднуються і закохуються всупереч власним бажанням. Від Джейбріола Соз дізнається, що його батько збирається вчинити геноцид жителів однієї з планет, які об'єдналися, щоб повстати проти своїх правителів арісто. Вона летить зі своєю ескадрою з надсвітловою швидкістю за допомогою інверсії, щоб попередити та евакуювати планету. Після відчайдушної космічної битви вони ледве врятувалися з власними життями, але змогли врятувати значну частину мешканців планети. Після цього батько-імператор виставляє саме свого сина Джейбріола рятівником тих мільйонів людей від Демонів, що намагалися її знищити. Натомість, у Сколіанській імперії всі вважають винним саме хайтонського спадкоємця-арісто.
У другому розділі Соз відправляється її братом Кьорджем, імператором Сколіанської імперії, на відпочинок і відновлення сил на планеті Передгір'я. Емоційно виснажена та страждає від посттравматичного синдрому, вона відмовляється визнати, що потребує допомоги. Вона хоче битися з Купцями, щоб помститися за Рекса, її другому командиру та давньому друга, який був покалічений у битві, одразу після згоди Сосконі вийти за нього заміж. Її стан продовжує погіршуватися, поки вона ледь не застрелилася з власної зброї. Нарешті визнавши, що їй потрібна допомога, вона звертається за порадою до серця, психолога, спеціально навченого лікувати Демонів.
У третій частині брат Соз викликає її назад у штаб. Він захопив Джейбріола Кокса і хоче, щоб Соз допитав його. Знаючи, що якщо її брат дізнається про її таємну зустріч з Джейбріолем, він, ймовірно, накаже її стратити за зраду, Соз береться на сміливий порятунок і звільняє Джейбріола. За допомогою свого приголомшеного батька Елдрінсона вона та Джейбріол рятуються в результаті аварії зоряного корабля, яка, здається, вбиває їх обох. Вони ховаються на ізольованій планеті, і лише батьку Соз, одному з трьох ронів, що керують Сколійською мережею, та президентці Об’єднаних світів Землі відомо про їхню справжню ситуацію. Книга закінчується тим, що вони знають, що колись їм доведеться повернутися, щоб мати справу зі своїми відповідними імперіями, але на даний момент вони в безпеці.

## Місце в серії
«Інверсія праймері» — перша книга серії «Сколіанська імперія», яка вийшла друком і вважається самостійним романом. Однак події, що відбуваються в книзі, розміщені в середині хронології серіалу. У 2008 році Азаро переписала всю книгу й передав переглянуту версію до безкоштовної бібліотеки Baen для публікації. Продовженням «Інверсії праймері» є "Радіантові моря"  The Radiant Seas, яка продовжує історію Соза, Джейбріола та Кьорджа і написана як епічна космічна сага, яка охоплює майже двадцять років.

## Сосконі (Соз) Вальдорія
Соз Валдорія була одним із найпопулярніших персонажів Азаро. Частина «Інверсії праймері» присвячена спробам Соза впоратися з емоційними наслідками того, що він водночас є надзвичайно чутливим емпатом і передовою військовою зброєю. У такій формі історія торкається теми посттравматичного стресового синдрому. Джеймс Шелленберг із "Challenging Destiny Reviews" зазначив, що Азаро «розуміє одне з висловлювань Роджера Еберта про те, що робить цікавою драму, а саме, що важливо не те, що ми робимо, а те, що ми відчуваємо, коли це робимо», і що Соз являє собою «сильний, динамічний характер, з яким люди будь-якої статі можуть легко ідентифікувати себе. Однак Сосконі не є монолітом сили духу та здібностей, до того ж вона чітка, весела та чуйна». Азаро використовує персонажа, щоб підкреслити питання людства, запитуючи, що відбувається з солдатами, яких перетворюють на зброю. Маючи справу зі зміною ролей в «Інверсії праймері», вона досліджує традиційні гендерні ролі в процесі їх руйнування.

## Елементи наукової фантастики
«Інверсія праймері» була описана як зразковий роман у жанрі жорсткої наукової фантастики таким відомим критиком-фантастикознавцем як Стенлі Шмідт, багаторічним редактором журналу «Аналог», який писав, що книга є «вражаючим першим романом; не просто гарною історією, а й свого роду спекуляції, які ми надто рідко бачимо — справді нова наука, яка може бути можливою». Азаро також відзначається як одна з небагатьох письменниць-фантастів, які також мають ступінь доктора наук, зокрема ступінь доктора філософії. з Гарварду в теоретичній хімічній фізиці.
У 1996 році Азаро опублікувала статтю в «Американському журналі фізики» під назвою «Комплексні швидкості та спеціальна теорія відносності», в якій наведено математичне формулювання, розроблене нею для вигаданого зіркового двигуна, який використовується в первинній інверсії. Описуючи цю ідею як «математичну гру», вона показує, як перетворення швидкості в комплексне число може усунути проблеми, пов’язані з сингулярністю на швидкості світла.
"Інверсія" - це засіб космічної подорожі зі швидкістю вище світла. Замість того, щоб подолати бар'єр швидкості світла, космічні кораблі в Інверсії Праймері обходять його. Додаючи уявну складову до своєї швидкості, або «інвертуючи», вони потрапляють у надсвітловий всесвіт, що дозволяє майже миттєво подорожувати. Однак, оскільки корабель має наблизитися до швидкості світла, щоб перевернутися, подорож все одно потребує часу. Крім того, різні помилки обчислення простору-часу додають ускладнень. Військова перевага сколіанців базується на тому факті, що пілоти можуть спілкуватися за допомогою технологічної «телепатії» під час інверсії та прибувати в щільному строю з інверсії.
«Інверсія праймері»та її продовження «Сяючі моря» розповідають про міжзоряну боротьбу з точки зору релятивістських космічних подорожей. Битви в «Інверсії праймері» та інших роботах Азаро включають екстраполяцію сучасних ідей у біокібернетиці, штучному інтелекті, ситуаційній обізнаності, релятивістських ускладненнях і розробці зброї. Рецензенти прокоментували масштаби та хвилювання боїв, а також увагу до деталей.
Наявність емпатії (у рона ) та антиемпатії/садизму (у арісто) пояснюється двома сторонніми структурами в мозку, KEB і аферентним тілом Кайла (KAB). Перший посилає сигнали емоцій, а другий їх інтерпретує. Арісто були генетично створені для стійкості до болю, і структура, яка повинна інтерпретувати телепатичні сигнали, несправна. Вони не інтерпретують емоції як такі, натомість вони отримують лише емоційні сигнали болю, які їхній мозок перенаправляє до центрів сексуального задоволення. Ідеальною здобиччю для арісто є емпати, оскільки емпати посилають сильніші емоції болю, що перетворюється на найбільше задоволення.
Сколімережа, або псібермережа може використовуватися телепатами як засіб миттєвого спілкування та зберігання інформації. Він заснований на стародавній технології Рубінової імперії та підтримується тріадою емпатів Рона, найсильніших емпатів із усіх. Без ронів Сколійська мережа зазнала б краху, а згодом і вся б імперія була б підкорена арісто і перетворена на жалюгідних "джерел" задовлення раси-садистів.

## Матріархат
Сколіанська імперія заснована на залишках могутнішої, давньої Рубінової імперії, яка була справжнім матріархатом. Фізично жінки були вищими та більшими за чоловіків. У багатьох описах жінок у своїй книзі Азаро порівнює їх із «стародавніми королевами-воїнами». Хоча зараз суспільство егалітарне, а імператор — чоловік, залишки матріархату залишаються.
Головна героїня, Сосконі Вальдорія, — воїн, Демон (біомеханічно покращений винищувач і пілот) у званні праймері (військовий статус еквівалентний генералу) з аристократичного імператорського роду ронів та є дуже витривалою та телепатом найвищого рівня. Вона зізнається, що погано справляється зі словами та емоціями, вона пригнічує свої почуття та приховує свої слабкості. Їй набагато комфортніше фізичне протистояння, ніж емоційне. У її стосунках з Джейбріолом Квоксом вона також відіграє домінуючу роль. Вона більше, ніж вдвічі старша за нього, досвідченіша та могутніша. Коли він потрапляє в полон до її старшого брата-правителя вона рятує і фізично переміщує його з камери, сховавши в Імператорському палаці, де його точно не шукатимуть.

## Місце в жанрі та пов’язані з цим суперечки
Описаний Booklist як «надзвичайно майстерний перший роман», «Інверсія праймері» була названа жорсткою науковою фантастикою, гостросюжетною драмою, космічною оперою, військовою науковою фантастикою, науково-фантастичним романом і космічною пригодою. Книга отримала похвалу як за розкриття Азаро емоційного життя героїв, так і за інноваційне використання наукової екстраполяції. В інтерв’ю на вебсайті Intel "Moments of Genius " Азаро описує, як її видавець представив її книги як жорстку наукову фантастику та як вона використовує свій докторський ступінь з теоретичної фізики як основу для своєї художньої літератури.
Ярлик, присвоєний книзі, став джерелом суперечок, зокрема через поєднання суворої науки з романтикою в історії міжгалактичних Ромео і Джульєтти про кохання між нащадками двох імперій. Деякі читачі романів сказали, що книгу не можна кваліфікувати як любовний роман, тому що це, перш за все, історія, яка акцентує увагу на науковій фантастиці, де двоє закоханих роз'єднані протягом третини книги; тоді як деякі читачі наукової фантастики критикували ступінь розвитку любовних стосунків та емоційне життя героїв.
Азаро прийняла термін "любовний роман" стосовно книги, незважаючи на суперечки, і висловила приємне здивування тим, що її роботи привернули інтерес любовно-романтичної спільноти.